# Мутахартен
Мутахартен (Персијски: مـطـهـرتــن), познат и као Тахартен (طهـرتــن, умро је крајем 1403. године), био је емир Ерзинџана од 1379. године, до смрти. Ерзинџаном су раније владали емири који су имали аутономију као вазали Еретнида. Мутахартен је преузео суверенитет од Еретнида када је преузео власт, што је подстакло еретнидског султана Ала ал-Дин Алија (1366–1380) да крене у експедицију да поново успостави своју власт над Ерзинџаном. Емир Мутахартен је на крају одбио напад султана Алија, кога је збацио са власти његов везир Кади Бурхан ал-Дин (1381–1398), који је био одлучан да обнови некадашње границе султаната. Султан Бурхан ал-Дин и емир Мутахартен су били умешани у дуготрајни сукоб. По доласку кана Тимура, емир Мутахартен се задовољно заклео на верност кану Тимуру и прекинуо своје походе у Анадолији, али је Тимуров одлазак поново покренуо сукоб између емира Мутахартена и султана Бурхан ал-Дина. Често надвладан од стране својих непријатеља, емир Мутахартен је склапао савезе са разним групама, али није оклевао да се окрене против својих бивших савезника, као што је Ак Којунлу. С друге стране, Мутахартенови односи са Трапезунтским царством и његовим хришћанским поданицима били су доследни, јер их је фаворизовао због њиховог економског доприноса свом емирату кроз трговину.
Након смрти султана Кади Бурхан ал-Дина, емир Мутахартен се суочио са новом претњом османске државе, када је султан Бајазит I захтевао да преда Ерзинџана. Уместо тога, емир Мутахартен се ослањао на Тимурову снагу и нашао се усред османско-тимуридског сукоба. Султан Бајазит I је заузео Ерзинџана 1401. године, затворивши емира Мутахартена на кратко. Емир Мутахартен је наставио да подржава кана Тимура све док није умро крајем 1403. године. Његова смрт је означила ближи крај за емират Ерзинџан, који је често мењао господара између Ак Којунлуа и њиховог ривала Кара Којунлуа.

## Историја емирата Ерзинџан и порекло Мутахартена
Ерзинџан и регион око њега налазили су се јужно од Трапезунтског царства, хришћанске државе у приобалној североисточној Анадолији (данашња Турска). Иако није био део тога, Ерзинџан је имао значајне трговачке везе са Трапезунтом, јер је углавном био насељен хришћанским Јерменима, али њиме је управљао муслимански владар. Ахи Аина (1348–1362) је био локални ахи (члан еснафа) који је купио контролу над Ерзинџаном од свог претходника негде пре 1348. године. Први пут се помиње 1348. године, као вазал Еретне, бившег Илкканидског војсковође који је након распада Илканата успоставио суверени султанат (1343–1352). Након Еретнине смрти 1352. године, Ахи Ајна је остварио аутономију и покушао да повећа своју сферу утицаја. У јуну 1362. године, Гијат ал-Дин Ахи Ајна Бег је отишао у експедицију у Грузију. Он је заузео Ахалцихе, Самсцхе, Атскури и натерао Манглисија да плати џизију (посебан порез на немуслимане). Он је 6. августа 1361. године, наставио свој поход у области Лазике, односно источне територије Трапезунтског царства. Ахи Ајна је био сизерен три друга емирата, у Ерзуруму, Бајбурту и Карахисару. Његова основна територија се протезала од низије Ерзинџан на југ до долине Горњег Еуфрата у близини Чалтија. Умро је 2-3. јула 1362. године, наводно као шехид (мученик).
Пир Хусејн (1362–1362–1379), који је првобитно био владар Карахисара, стигао је у Ерзинџан 8. јуна 1362. године, и наследио Ахи Ајна Бега. У Та'рик-и таквиму чији је аутор историчар Абу Бакр Кутби из 14. века, Пир Хусејн се помиње као емир-зада (дословно  'емиров син') након изјаве о смрти Ахи Аине, наговештавајући могућност да био је Ахи Ајнин син. Пир Хусеинов успон на трон није био једноставан, јер је Ерзинџан био усред грађанског рата. Он је „стекао независност“ 10. јула, након што се сукобио са емирима који су се противили његовој владавини, они су на крају побегли у Бајбурт и Теркан. 11. септембра је стекао директну контролу над Бејбуртом након 32-дневне опсаде. Иако постоји примерак новчића искованог у Ерзинџану за еретнидског султана Ала ал-Дин Алија (1366–1380) који датира из 1366. године, што означава Ерзинџанову трајну оданост, емир Пир Хусејн је највероватније остварио аутономију, посебно након привременог политичког вакума изазваног смрћу Алијевог претходника, Гијат ал-Дина Мухамеда I (1352–1354, 1355–1365), 1365. године. Међутим, нема довољно података о остатку његове владавине до 1379. године, када је умро.
Док рани османски извори помињу да је емир Мутахартен био татарског порекла, у Базму у Разму, Астарабади га је помињао као синовца емира Еретне, који је био ујгурског порекла. Историчар Геде идентификује Мутахартеновог оца и Еретниног брата као Бурак Бега. Према његовим речима, Бурак Бег се оженио ћерком Захир ал-Дин Тахартена, тадашњег емира Ерзинџана, уз одобрење емира Еретне, који је касније у нејасном датуму именовао Бурака за емира Ерзинџана.

## Успон на власт и рат са Еретнидима
Мутахартен је преузео власт након Пир Хусејнове смрти 1379. године. Он је издао своје новчиће и дао да се у његово име прочита хутба (проповед) као декларација о његовом суверенитету. У лето 1379. године, племићи у Еретнидском султанату извршили су притисак на султана Ала ал-Дин Алија да објави рат емиру Мутахартену, наглашавајући историјске везе Ерзинџана са династијом Еретнида. Иако се еретнидски везир Кади Бурхан ал-Дин успротивио тренутној кампањи, султан Али је кренуо ка Ерзинџану. Емир Мутахартен је послао дипломате у Сивас, где се налазио војни штаб Еретнида, да сигнализира да ће бити вољан да препусти контролу над Ерзинџаном, плашећи се економског утицаја рата. Када је дипломатска мисија била неуспешна, дошло је до крваве битке. Емир Мутахартен се суочио са поразом и повукао се, али се и даље опирао да дође под власт Еретнида. Тражио је помоћ спољних сила, као што су Дулкадириди и Ак Којунлу, који су послали велику војску у Ерзинџан. Снаге Ак Којунлуа су поразиле и заробиле Џунајда, Еретнидског емира коме је поверено да пресреће појачање за емира Мутахартена, подгревајући морал Мутахартенових снага. Еретниди су се суочили са великим губитком, а султан Али се повукао у Сивас. По наређењу емира Мутахартена, његов вазал, емир Орду шах од Ерзурума, заробио је Алијеву баку Исфахан Шах Катун, која је била на путу за Сивас из Багдада. Иако је на крају ослобођена, ово је продубило непријатељство између емира Мутахартена и Еретнида.

## Први рат са султаном Кади Бурхан ал-Дином
Кади Бурхан ал-Дин (1381–1398) дошао је на власт као намесник Алијевог наследника султана Мухамеда II Челебија (1380–1381), његов циљ да поново наметне власт над регионом, подстакли су емира Мутахартена да формира савезе са Бурхан ал-Диновиим супарницима и другим претендентима на Еретнидски престо, као нпр. Шаџелди, емир Амасије (1359–1360/1, 1361/2–1381). Изградио је пријатељске односе са неколико вазала везира Бурхан ал-Дина, као што су Малик Ахмад из Карахисара и Занун из Којулхисара. Односи са Зануном су ојачани брачним савезом са Мутахартеновом сестром. Док је Шаџелди опседао Токат, емир Мутахартен и Занун су упали у области Бурхан ал-Дина. Међутим, Занун и његова војска од 2.000 људи су на крају поражени од везира Бурхана ал-Дина. Емир Мутахартен је послао посланство везиру Бурхан ал-Дину и захтевао да врати престо Алијевом сину, султану Мухамеду II Челебију, који је био премлад да би владао. Ово је била имплицитна декларација Мутахартенове претензије на Еретнидски престо. Везир Бурхан ал-Дин је касније затворио Мутахартеново посланство, због чега је емир Мутахартен променио свој став, упутивши извињење и уместо тога понудивши савез. Иако је везир Кади Бурхан ал-Дин пустио његово посланство, послао је Шаџелдијеву главу Ерзинџану 1381. године, као упозорење након што га је победио на бојном пољу. Исте године, везир Кади Бурхан ал-Дин се формално прогласио за султана.
У савезу са неколико монголских и туркменских поглавица, емир Мутахартен је кренуо у још један поход на Сивас. Сумњичав према свом зета и бившем савезнику Зануну, емир Мутахартен га је погубио и масакрирао становништво Којулхисара. Уз помоћ монголског племена Барамбаја, он је почео да напада Сивас у пролеће - лето 1382. године. Султан Бурхан ал-Дин се борио са својим ривалима у северном региону око Амасије, Токата и Османџика до пролећа 1383. године. Када је његова власт у региону постала очигледна и почео унутрашњи сукоб међу побуњеницима, фокусирао се на своју борбу на истоку против емира Мутахартена. Емир Мутахартен је добио помоћ Ак Којунлуа, на чијем је челу био Ахмад Ак Којунлу (1389–1403), предводећи у почетку успешну заједничку офанзиву. Насупрот томе, султан Бурхан ал-Дин је стигао до Ерзинџана и сравнио делове града са земљом, али није био у могућности да освоји град док је долазила зима (1384–1385). Султан Бурхан ал-Дин-ов повратак у Сивас означио је крај дугог рата између њега и емира Мутахартена. Сложили су се да признају једни другима суверенитет и да се уздрже од уплитања у међусобне унутрашње односе. Емир Мутахартен је даље био обавезан да пошаље војну помоћ султану Кади Бурхан ал-Дину у време рата.

## Долазак кана Тимура
Крајем 1386. године, кан Тимур (1370–1405), турко-монголски војсковођа који је покушао да се позове на наслеђе Џингис-кана, напао је западни Иран и планирао инвазију на јерменско горје из свог војног логора у Карабаху. Емир Мутахартен је послао своју породицу у Карахисар под заштитом Малика Ахмада, а људи из Ерзинџана су евакуисали своје домове. Када је Тимурово посланство стигло је у Ерзинџан, емир Мутахартен је брзо пристао да се уздржи од придруживања опозиционим снагама и да се придржава Тимурове владавине, што је умањило његове страхове од директног напада Тимурида. Кан Тимур је признао Мутахартенове области кроз размену поклона. Иако је емир Мутахартен у то време зауставио своје походе на Анадолију, Тимурово присуство је фаворизовано од стране њега и других непријатеља султана Бурхан ал-Дина.
Када се Тимуров фокус померио са региона, емир Мутахартен је искористио Туркомане Кара Којунлуа који су се склонили на његову територију у експедицији у Бурхан ал-Диновим земљама, користећи предност одсуства султана Бурхан ал-Дина док је имао посла са локалним беговима Туркомана на северу. Султан Бурхан ал-Дин се вратио у Сивас када је сазнао да емир Мутахартен напредује ка граду, због чега је емир Мутахартен прекинуо кампању у зиму 1387–1388, пошто није желео да се директно суочи са султаном Бурхан ал-Дином. Међутим, султан Бурхан ал-Дин је започео припреме за покоравање емира Мутахартена. Године 1387. емир Мутахартен је пријавио султана Бурхан ал-Дина мамелучком султану Баркуку (1382–1389, 1390–1399) као Тимуровог савезника, који је покренуо заједнички поход са Мамелуцима на Сивас који је трајао све док се Мамелуци нису повукли из региона, 1389. године.
Емир Мутахартен је раскинуо савез са Ак Коjунлуом након смрти бега Кутлуга (1362–1389) и доласка на власт његовог сина бега Ахмеда (1389–1403). Емир Мутахартен је на крају био савладан на бојном пољу. То га је навело да затражи помоћ од бега Кара Мехмеда (1380–1389) од Кара Којунлуа. Опколили су снаге Ак Којунлуа, које су се склониле код султана Бурхан ал-Дина. Убрзо након тога, емир Мутахартен и бег Кара Јусуф (1389–1420), Кара Мехмедов син и наследник, планирали су велики рат против Ак Којунлуа, али су поражени код Ендриса. Бег Кара Јусуф је заробљен, а емир Мутахартен је побегао у Ерзинџан. Емир Мутахартен се припремио за контранапад у Шамсату (који се налази између Харпота и Бејбурта) и поново је ушао на територију Ак Којунлуа. Стационирао је своју војску на десној обали реке Мурат у близини града Гулушкерда, сукобљавајући се са снагама Ак Којунлуа на супротној страни. Иако је бег Ахмед од Ак Којунлуа желео да се помири са емиром Мутахартеном, за кога је била удата његова ћерка, емир Мутахартен је други пут поражен од стране Ахмедовог брата, бега Кара Јулука (1378–1435).
Након вести о још једној Тимуридској експедицији 1393–1394, емир Мутахартен је поново потврдио своју верност кану Тимуру. Деловао је као дипломата током Тимурове опсаде Авника. Аутор Базм-у Разм-а, Астарабади, који је био непријатељски расположен према емиру Мутахартену, описао је његове поступке током овог периода као кукавичке. Астарабади је тврдио да је емир Мутахартен у потпуности престао да управља својим емиратом. Након што је наводно пољубио Тимурове узенгије, емир Мутахартен је променио име на својим новчићима и хутби у Тимурово и покушао да га испровоцира да изврши инвазију на целу Анадолију и Сирију. Међутим, кан Тимур је оставио емира Мутахартена без господара када је отишао у Грузију да потчини кана Токтамиша од Златне Хорде (1379–1380, 1380–1396).
У знак одмазде за Мутахартенову оданост кану Тимуру, султан Бурхан ал-Дин је заузео тврђаве Ездебир, Сис и Буртулуш. Мада, када је отишао у Сивас, чувари ових тврђава су га издали и предали контролу над  тврђавама емиру Мутахартену. Уз подршку бега Ахмеда од Ак Којунлуа, султан Бурхан ал-Дин је пустошио регион Ерзинџан на цео месец и доделио Ак Којунлу-у територију око Бајбурта. 27. октобра 1395. године, емир Мутахартен се сукобио са султаном Бурхан ал-Дином код Пулура. Иако је емир Мутахартен изашао из овог сукоба као победник, султан Бурхан ал-Дин је наставио да гони емира Мутахартена све док султана Бурхан ал-Дина није убио бег Кара Јулук 14. јула 1398. године.

## Односи са Трапезунтом и хришћанима
Најкасније од 1379. године, Ерзинџански емират је био једини сусед Трапезунтског царства, осим емирата Хаџи Амира и номада Чепни у близини долине Филабоните на северозападу. Југозападно од Халдије налазио се Мутахартенов вазал, емират Карахисар, док се Трапезунт директно граничио са емиром Мутахартеном све до Лазике. Према Китаб-и Дииарбакриа, емир Мутахартен је наметнуо харач (исламски пољопривредни порез) Трапезунтском царству, које је вероватно зависило од емирата Ерзинџана у питањима безбедности и трговине. У хроникама трапезунтског историчара Михаила Панарета из 1380–1390-их нема помена о сукобима са Турцима, осим о походу цара Алексија III Великог Комнина (1349–1390) на Чепне, највероватније није било директних граничних сукоба, и трговина преко Трапезунта је настављена. Стога је Мутахартенов брак са ћерком цара Алексија III био практично отплата за заштиту коју им је пружио.
Око 1400. муслимана из већински хришћанског града Ерзинџана известили су кана Тимура да емир Мутахартен више цени хришћанске становнике него што га хришћани воле. Као одговор на Тимурово питање о овим притужбама, емир Мутахартен се отворено сложио да је посебно фаворизовао хришћане у корист трговине. Кан Тимур је наредио да утицајни грчки православни свештеник из Ерзинџана пређе на ислам. Када се свештеник опирао, кан Тимур је наредио потпуни масакр ерзинџанских хришћана. Емир Мутахартен је поништио налог тако што му је платио 9.000 аспри.

## Османско-тимуридски сукоб и смрт
Османски султан Бајазит I (1389–1402) анектирао је Сивас 1398. године, и захтевао да емир Мутахартен прихвати његову власт. Уместо тога, емир Мутахартен се ослањао на кана Тимура, који није био у стању да дипломатским путем реши спор око Ерзинџана, али је освојио Сивас у августу 1400. године. Султан Бајазит I није бежао од повратног ударца и напредовао је до Ерзинџана 1401. године, где је заробио емира Мутахартена и његова жена Трапезунтска принцеза је заробљена. Емир Мутахартен је на крају ослобођен и враћен као владар када бег Кара Јусуф, коме је дата контрола над Ерзинџаном, није добро примљен међу мештанима. Емир Мутахартен је деловао као посредник између Османлија и Тимурида, али је убрзо учествовао у анадолској кампањи кана Тимура која је задала велики ударац Османлијама у бици код Ангоре.
Емир Мутахартен је умро крајем 1403. године. Није имао преживело мушко потомство. Његова смрт је означила последње године независног емирата Ерзинџан. Његов унук Јар Али владао је између 1403–1410. и 1420–1420–1425., али је емират тада престао да постоји, а непрекидни сукоб између јачих сила Ак Којунлуа и Кара Којунлуа око контроле над Ерзинџаном је убрзо превладао.